# Vi d'Ucraïna

Ubicació d'Ucraïna

L'elaboració de vi a Ucraïna forma part d'una industria força establerta i amb una llargua tradició a Ucraïna. Diverses marques de vi d'Ucraïna s'exporten als països fronterers, a la Unió Europea i a l'Amèrica del Nord.
Les regions de la indústria vitivinícola a Ucraïna corresponen a les seves regions vitivinícoles situades predominantment a les proximitats de la costa del Mar Negra al sud d'Ucraïna, així com al voltant de la vall de Tisza de l'oblast de Zakarpattia.

## Història
La cultura del vi ja existia a l'Ucraïna actual del segle iv aC a la costa sud de Crimea. D'aquesta època es van trobar premses i àmfores. El cultiu del vi a la part nord del país, al voltant de Kíiv i Chernihiv, només va començar al segle XI gràcies als monjos.

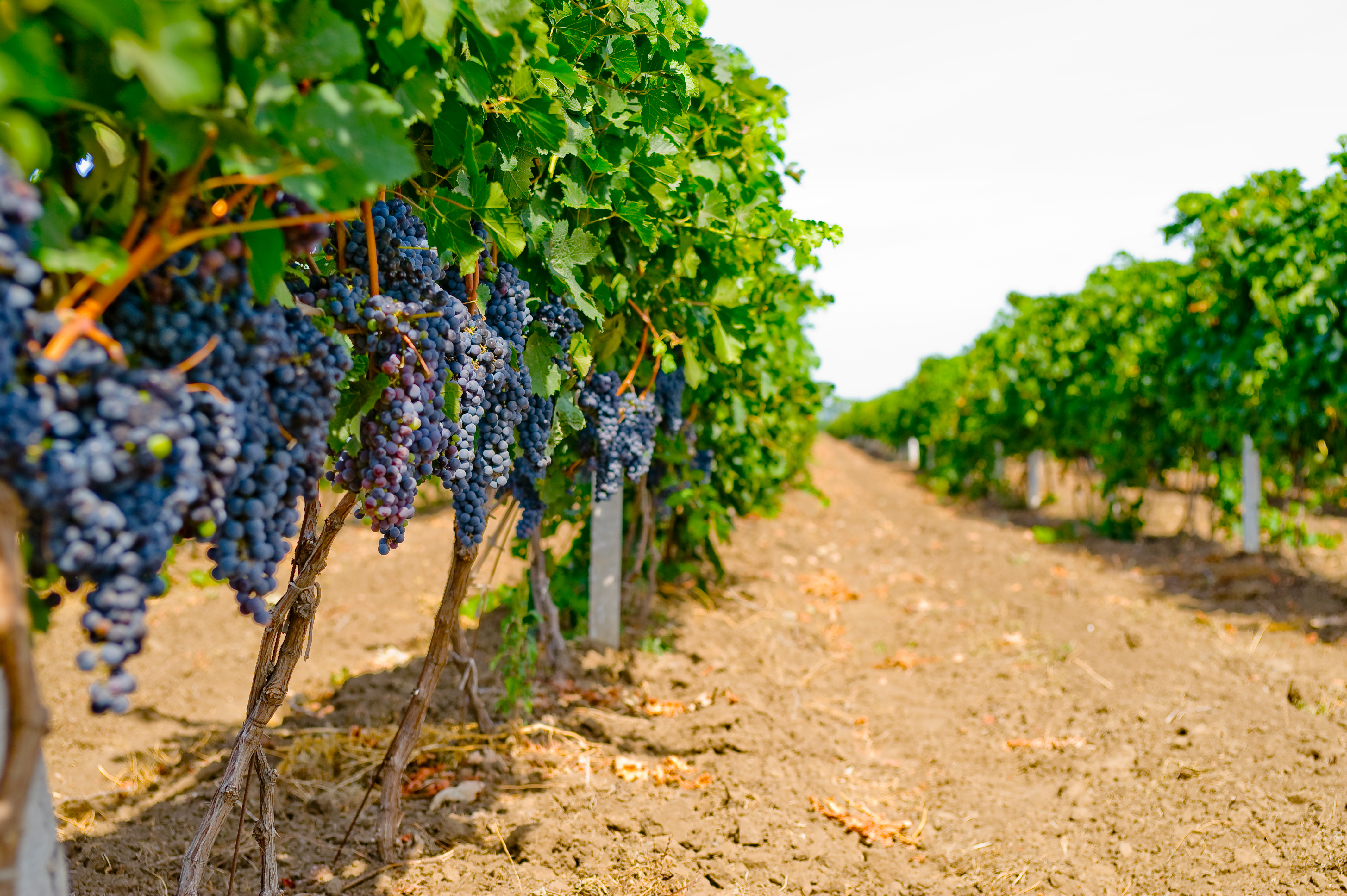
Vinyes a Shabo, a l'óblast d'Odessa

Sota l'emperadriu Caterina la Gran (1729–1796) el 1783 Crimea va passar a formar part de l'Imperi Rus. El comte Mikhail Vorontsov va plantar els primers jardins de vins el 1820 i va establir un gran celler a prop de Yalta. L'institut d'investigació vitivinícola Magarach es va fundar aleshores el 1828. El 1822, amb l'aprovació del tsar Alexandre I, els viticultors suïssos del cantó de Vaud van establir una colònia a Shabo (francès: Chabag). Més tard van fundar colònies filials al Dniéper i a Crimea. El vi de Chabag es va exhibir a l'Exposició Mundial de Columbia de 1893 a Chicago, i va rebre una medalla de reconeixement.

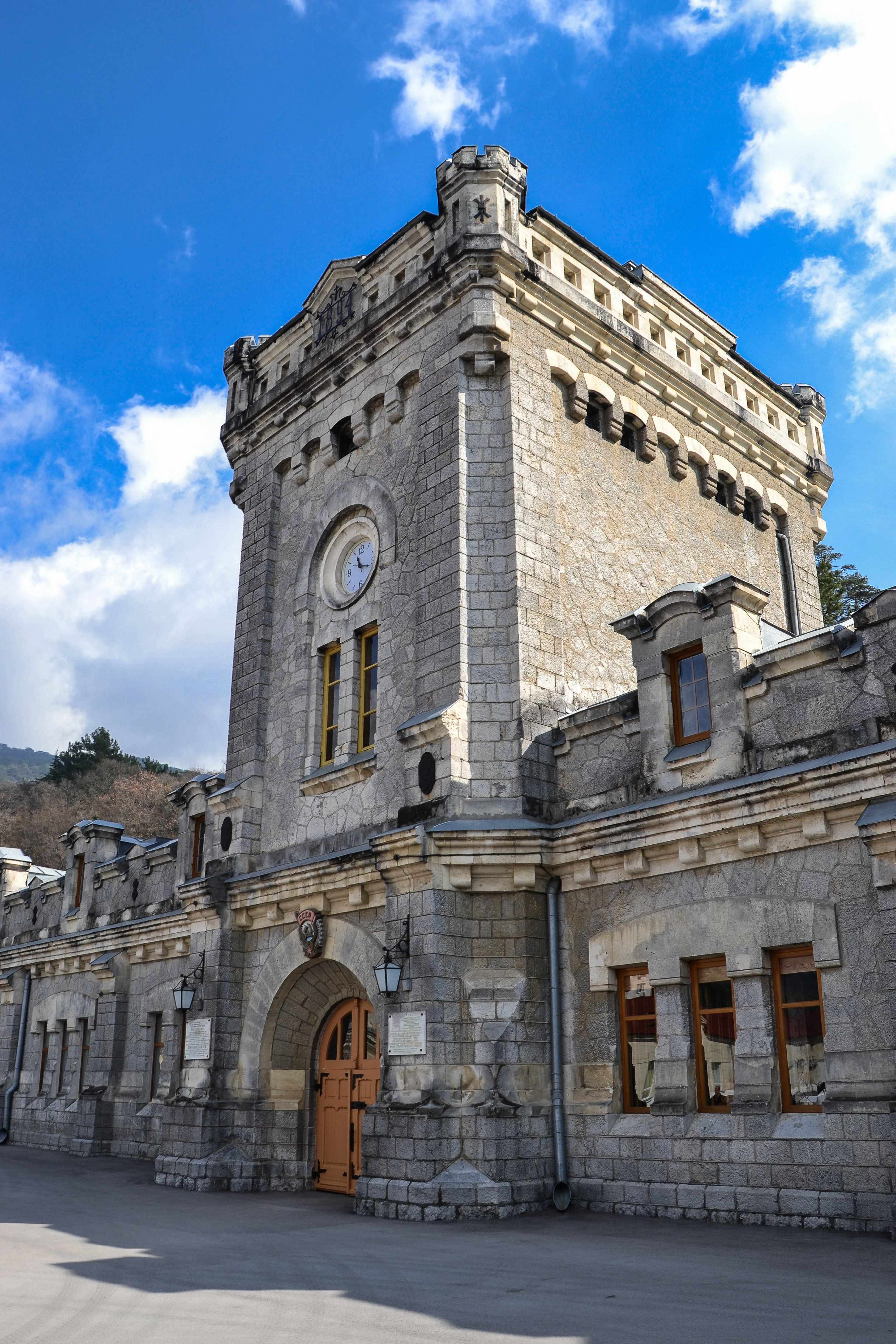
Celler Massandra

El fundador dels famosos vins escumosos és el príncep Lev Golitsyn, que per primera vegada va fabricar "Champagner" rus després de la guerra de Crimea (1854-1856) a la seva propietat Novyi Svet, prop de Yalta. Més tard, sota l'últim tsar Nicolau II (1868–1918) es va fundar el predecessor de Massandra, l'actual celler estatal. Durant l'època soviètica, Ucraïna amb 2.500 km² (965 milles quadrades) era el major proveïdor de vins a l'URSS. Va arribar a un desastre el 1986: uns 800 km² (309 milles quadrades) de les vinyes van ser destruïts, quan el secretari general soviètic Mikhaïl Gorbatxov va iniciar una campanya contra el consum excessiu d'alcohol a l'URSS. Des de l'any 2000 la producció així com l'exportació dels vins ha augmentat ràpidament.
Després de l'annexió de Crimea, Ucraïna va perdre no només 17 mil hectàrees de vinyes, sinó també cellers que proporcionaven el 60% dels vins.

## Indústria vitivinícola actual

### superfície i producció
Abans de la Invasió russa d'Ucraïna del 2022, hi havia una àrea de cultiu de vinya registrada de 41.500 ha a Ucraïna. L'any 2019, a causa dels efectes de l'escalfament global en la viticultura, els aproximadament 50 cellers i cooperatives ucraïneses van produir només 0,7 milions d'hectolitres de vi, una disminució d'un 30% respecte als anys anteriors. L'entrenament de la vinya al sud d'Ucraïna no va poder tenir lloc a causa de les hostilitats del 2022, o només sota un perill extrem.

### Exportació
La importància de la indústria vitivinícola per a l'exportació està disminuint. Després d'exportacions de 469.000 hectolitres el 2018, les exportacions van caure fins als 68.000 hectolitres el 2019. En alguns anys de la dècada de 2010, les necessitats personals no es van poder cobrir malgrat una tendència a la baixa.